# NGC 6168
NGC 6168 este o galaxie spirală situată în constelația Hercule. A fost descoperită în 21 mai 1884 de către Lewis A. Swift. Se află la o distanță de 32,36 de megaparseci de Pământ.